# 四十二坝水库
四十二坝水库是中国重庆市奉节县境内的一座水库，位于清江支流马水河上，建于1977年。水库正常库容为980万立方米，集雨面积为9.75平方千米，海拔为1725.62米。